# Чари
Чари (на словашки: Čáry) е село в окръг Сеница, Търнавски край, Западна Словакия. Населението му е 1287 души.
Разположено е на 167 m надморска височина, на 22 km западно от град Сеница. Площта му е 14,94 km². Кмет на селото е Мартин Кралович.